# Elijska reka
Elijska reka (bulgariska: Елийска река) är ett vattendrag i Bulgarien.   Det ligger i regionen Veliko Tărnovo, i den centrala delen av landet, 200 km öster om huvudstaden Sofia.